# Callum Blue
Daniel James Callum Blue (Londres, Inglaterra; 19 de agosto de 1977), más conocido como Callum Blue, es un actor Inglés de películas y televisión. Blue es conocido por sus papeles en las Series de Showtime The Tudors y Dead Like Me; también por  personificar a Zod en la serie estadounidense Smallville y a Alex en la serie británica Secret Diary of a Call Girl junto a Billie Piper.

## Filmografía

### Cine
- In Love and War (2001) – Eric Newby (TV)
- Devil's Gate (2003) – Rafe
- The Princess Diaries 2: Royal Engagement (2004) – Andrew Jacoby
- Caffeine (2006) – Charlie
- Young People Fucking (2007) – Ken
- Dead Like Me: Life After Death (2009) – Mason
- Red Sands (2009) – Gregory Wilcox
- A Christmas Carol (2009) – El esposo de Caroline
- Little Fish, Strange Pond ak Frenemy (2009) "Sweet" Stephen
- Colombiana (2011) – Richard
- Super Tanker (2011) – Adam (television film – also known as Battle Tanker)
- And Now a Word From Our Sponsor (2012) – Lucas Foster

### Televisión
- The Bill – Carl Wink (1999; 1 episodio)
- Shades – Nick MacIntyre (2000) (miniserie)
- Doctors – Denny (2000; 1 episodio)
- As If – Mark (2002; 3 episodios)
- Tan muertos como yo – Mason (2003–04; 29 episodios)
- Anatomía de Grey – Viper (2005; 1 episodio)
- Related – Bob Spencer (2005–06; 19 episodios)
- The Tudors – Anthony Knivert (2007; 10 episodios)
- Dirt – Graham Duncan (2008; 1 episodio)
- Secret Diary of a Call Girl – Alex (2007–08; 8 episodios)
- The Sarah Jane Adventures – Lord Marchwood (2009; 2 episodios)
- Smallville – Major/General Zod (2009–2011; 13 episodios)
- Sanctuary – Edward Forsythe (2010; 3 episodios)
- Zen – Carlo (2011; 1 episodio)
- Proof – (2015)